# Епархия Калбайога

Провинция Самар (выделено красным)

Епархия Калбайога (лат. Dioecesis Calbayogana) — епархия Римско-Католической церкви с центром в городе Калбайог, Филиппины. Епархия Калбайога распространяет свою юрисдикцию на провинцию Самар. Епархия Калбайога входит в митрополию Пало. Кафедральным собором епархия Калбайога является церковь святых апостолов Петра и Павла.

## История
10 апреля 1910 года Святой Престол учредил епархию Калбайога, выделив её из епархии Себу (сегодня — Архиепархия Себу). В этот же день епархия Калбайога вошла в митрополию Манилы.
28 апреля 1934 года, после образования архиепархии Себу, епархия Калбайога вошла в эту митрополию Себу.
28 ноября 1937 года, 22 октября 1960 года и 5 декабря 1974 года епархия Калбайога передала часть своей территории для возведения новых епархий Пало (сегодня — Архиепархия Пало), Боронгана и Катармана.
15 ноября 1982 года епархия Калбайога вошла в митрополию Пало.

## Ординарии епархии
- епископ Pablo Singzon (12.04.1910 — 9.08.1920);
- епископ Sofronio Hacbang y Gaborni (22.02.1923 — 3.04.1937);
- епископ Michele Acebedo y Flores (16.12.1937 — 25.07.1958);
- епископ Manuel P. Del Rosario (25.07.1958 — 11.12.1961) — назначен епископом Малолоса;
- епископ Cipriano Urgel Villahermosa (22.03.1962 — 12.04.1973) — назначен епископом епархии Пало;
- епископ Ricardo Pido Tancinco (8.03.1974 — 21.04.1979);
- епископ Sincero Barcenilla Lucero (10.12.1979 — 11.10.1984);
- епископ Maximiano Tuazon Cruz (20.12.1994 — 13.01.1999);
- епископ Хосе Серофия Пальма (13.01.1999 — 18.03.2006) — назначен архиепископом Пало;
- епископ Isabelo Caiban Abarquez (5.01.2007 — по настоящее время).

## Источник
- Annuario Pontificio, Libreria Editrice Vaticana, Città del Vaticano, 2003, ISBN 88-209-7422-3